# Dubičné
Dubičné település Csehországban, a České Budějovice-i járásban. Dubičné Rudolfov, Hlincová Hora, Vráto, Dobrá Voda u Českých Budějovic és České Budějovice településekkel határos. Lakosainak száma 407 fő (2024. január 1.).

## Népesség
A település lakosságának változását az alábbi diagram mutatja:
| Lakosok száma | 195  | 232  | 287  | 224  | 213  | 264  | 394  | 407  | 405  | 407  |
|               | 1869 | 1890 | 1921 | 1950 | 1980 | 2001 | 2017 | 2019 | 2022 | 2024 |